# Ibrahim Kargbo
Ibrahim Obreh Kargbo  (* 10. April 1982 in Freetown) ist ein ehemaliger sierra-leonischer Fußballspieler.

## Karriere

### Verein
Kargbo spielte im Nachwuchs der beiden heimischen Klubs Old Edwardians FC und East End Lions, diversen schwedischen Vereinen sowie Feyenoord Rotterdam. Zur Saison 1999 wechselte er als Profi nach Belgien zum FC Brüssel, wo er in den folgenden zwei Jahren Stammspieler war und 59 Ligaspiele bestritt. Danach ging er für drei weitere Jahre zum Sporting Charleroi, für den der 1,75 Meter große Rechtsfuß als Innenverteidiger in 80 Spielen zwei Tore erzielen konnte. Ein darauffolgendes Gastspiel in der türkischen Liga für Malatyaspor endete allerdings nach nur zwei Monaten und einem einzigen Spiel. Kargbo wechselte zurück nach Belgien zu seinem Heimatverein, der mittlerweile mit dem FC Brüssel, fusioniert hatte. Hier bestritt er in der Saison 2005/06 26 Spiele und erzielte ein Tor. Von 2006 bis 2010 war er für Willem II Tilburg in der niederländischen Eredivisie aktiv, ehe er zum FK Baku wechselte. Dort gewann er 2012 den nationalen Pokal. Erneut der FC Brüssel, Atlético CP aus Portugal, und diverse englische Amateurvereine waren bis zu seiner lebenslangen Sperre  im April 2019 die weiteren Stationen.

### Nationalmannschaft
Von 2000 bis 2013 absolvierte der Defensivspieler insgesamt 30 Partien für die sierra-leonische A-Nationalmannschaft und erzielte dabei einen Treffer. Diesen schoss Kargbo in seinem letzten Länderspiel am 7. September 2013 beim 3:2-Sieg in der WM-Qualifikation gegen Äquatorialguinea.

## Erfolge
- Aserbaidschanischer Pokalsieger: 2012

## Sonstiges
Im April 2019 wurde Kargbo von der FIFA wegen Spielmanipulation lebenslang für alle fußballerischen Aktivitäten gesperrt. Sein Sohn Ibrahim Kargbo Junior
(* 2000) ist ebenfalls Profifußballer und spielt in der Saison 2022/23 für den zyprischen Erstligisten Doxa Katokopia. Sein jüngere Bruder Sydney Kargbo (* 1986) spiele ebenfalls für den FC Brüssel sowie FC Inter Turku und PFK Kəpəz.